# Scytodes silvatica
Scytodes silvatica là một loài nhện trong họ Scytodidae.
Loài này thuộc chi Scytodes. Scytodes silvatica được William Frederick Purcell miêu tả năm 1904.